# سایکلون ب

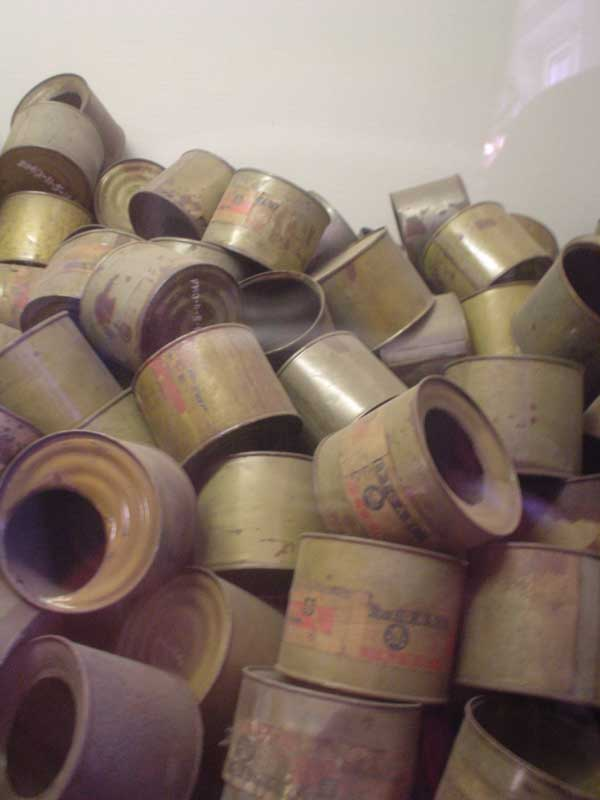
قوطی‌های خالی‌شده گاز سایکلون-ب که از اردوگاه‌های مرگ نازی، که توسط نیروهای متفقین در پایان جنگ جهانی دوم کشف شد.

سایکلون ب (به آلمانی: Zyklon B; Uragan D2) نام نوعی گاز کُشنده و برگرفته از سم سیانور بود که رژیم آلمان نازی برای نسل‌کشی دسته‌جمعی اسیران در اردوگاه‌های مرگ هولوکاست، از آن استفاده می‌کرد.

## احداث اتاق‌های گاز
اردوگاه آشویتس، در پاییز ۱۹۴۱ میلادی، توسط آلمان نازی در خاک لهستان زیر اشغال تأسیس شد. برای پیشبرد طرح راه حل نهایی، آزمایش‌های ابتدایی بر روی اسیران جنگی روسی انجام گرفت که در اتاق‌ها گاز به وسیلهٔ سایکلون ب خفه‌شده و سپس به کورهٔ آدم‌سوزی فرستاده شدند. بازده خفه‌کردن دسته‌جمعی به وسیله گاز سایکلون ب، آنقدر برای نازی‌ها رضایت‌بخش بود که در فاصله چند ماه چهار اتاق گاز در اردوگاه مرگ برکناو، واقع در مجتمع اردوگاه آشویتس نصب شد و در مارس ۱۹۴۲ میلادی، نسل‌کشی یهودیان به صورت سازمان‌یافته در این اردوگاه آغاز گردید.

## نحوه مسموم‌کردن قربانیان

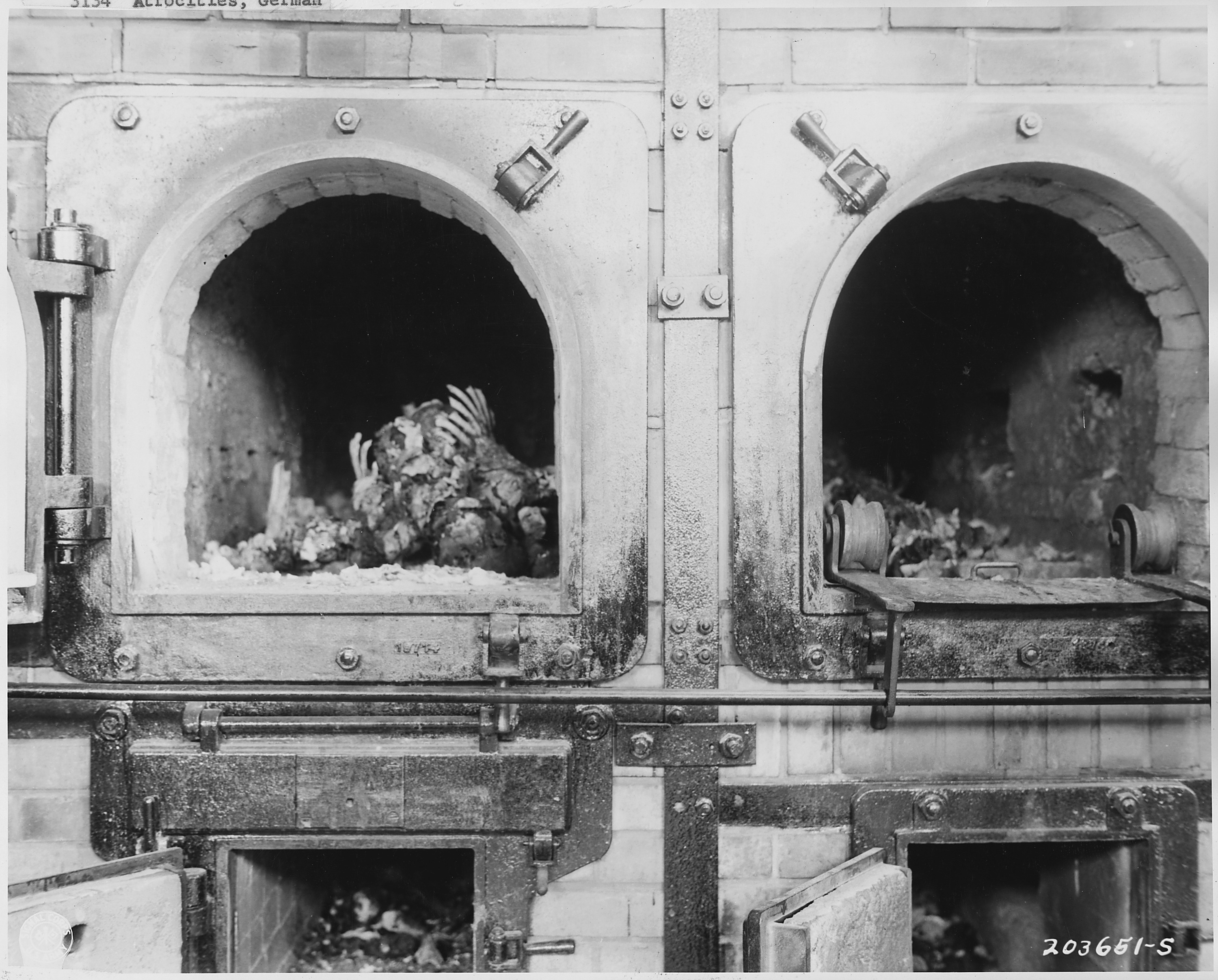
کوره‌های جسدسوزی در اردوگاه آشویتز

زندان‌بان نازی، قربانیان را به بهانه آن‌که باید حمام کنند، به صورت برهنه وارد اتاق‌های گاز کرده و سپس گاز سایکلون ب را از دوش‌ها وارد فضای بسته اتاق می‌کردند. اجساد مقتولین به کوره‌های آدم‌سوزی منتقل می‌گردید تا به خاکستر مبدل شود.

## اردوگاه‌های حاوی اتاق گاز
- اردوگاه مرگ برکناو، واقع در مجتمع اردوگاه آشویتس دارای چهار اتاق گاز بود. در بالاترین میزان تبعید به این اردوگاه، همه روزه تعداد ۸ هزار یهودی با گاز کشته می‌شدند.[۵]
- اردوگاه مرگ تربلینکا
- شش اردوگاه مرگ[۶]
  - اردوگاه برنبورگ (Bernburg)
  - اردوگاه براندنبورگ (Brandenburg)
  - اردوگاه گرفنک (Grafeneck)
  - اردوگاه هادامار (Hadamar)
  - اردوگاه هارتهایم (Hartheim)
  - اردوگاه زوننشتاین (Sonnenstein)